# Ли Сан И
Ли Сан И (кор. 이상이?, 李相二?; род. 27 ноября 1991 года, Ансан, Кёнгидо, Республика Корея) — южнокорейский актёр, актёр мюзиклов и певец. Дебютировал в мюзикле «Бриолин» в 2014 году.
Карьера Ли на телевидении началась в 2017 году. Появившись в дораме «Правила игры» (2017) и «Когда цветёт камелия» (2019), он укрепил свои позиции в качестве актёра, который приковывает взгляды зрителей, благодаря разнообразным актёрским перевоплощениям в каждой работе. Взяв на себя роль свободолюбивого дантиста Юн Чжэ Сока в сериале «После первого брака» (2020), Ли продемонстрировал взаимопонимание с Ли Чо Хи и они заслужили прозвище «Пара Садон» (супружеская пара). Он продолжал впечатлять ролями в сериалах «Майская молодость» (2021), «Приморская деревня Ча-ча-ча» (2021), «Охотничьи псы» (2023) и «Хороший мальчик» (2025).
Как певец, он наиболее известен как участник вокальной группы MSG Wannabe, известной своими выступлениями в шоу «Чем ты занят, когда ничем не занят?» и концертами в Чонджу и Сеуле в 2023 году.

## Ранняя жизнь и образование
Ли Сан И родился в 1991 году в Ансане, провинция Кёнгидо. Интерес к актерскому мастерству у него возник во время участия в постановке английской пьесы «Звуки музыки» в 6-м классе начальной школы Чонджи.
Когда Ли поступил в среднюю школу Вонил, его отец предложил ему поступить в академию актёрского мастерства, расположенную рядом с их магазином. В то время он начал изучать чечётку, актёрское мастерство и брал второстепенные роли в академии актёрского мастерства. Затем, перед поступлением в старшую школу, он сказал своим родителям, что пойдет в высшую школу искусств и продолжит изучать актёрское мастерство. Он поступил на факультет театра и кино в высшую школу искусств Аньяна.
Во время учебы в средней школе искусств Аньян он был президентом студенческого совета, и эта роль была ему дана из-за его желания взаимодействовать со студентами с разных факультетов. Он выиграл выборы на эту должность после того, как активно общался со своими сверстниками, приходя в школу на 30 минут раньше, чтобы исполнить песни на гитаре. Кроме того, он основал клуб Cyworld, чтобы общаться с потенциальными одноклассниками и обмениваться контактной информацией. Воодушевленный признанием товарищами его активного подхода, он продолжал выполнять руководящие обязанности.
В 2008 году Ли, еще учась в средней школе, продемонстрировал свой танцевальный талант, заняв первое место в конкурсе компании J-Tune UCC. Он поразил публику своим исполнением танца Рейна в «Rainism», которым поделился на таких платформах, как Daum TV Pod, Pikicast и YouTube. В то время мечты Ли часто менялись. Он не был уверен в своем будущем и рассматривал различные варианты, в том числе стать гитаристом, профессиональным геймером и сценографом. В конце концов, он обнаружил, что актёрское мастерство объединяет все его интересы, и выбрал его в качестве карьеры.
В 2010 году Ли поступил в школу драматического искусства Корейского национального университета искусств. В 2010 году он учился на актерском факультете вместе с такими одноклассниками, как Ким Го Ын, Пак Со Дам, Ли Ю Ён, Ан Ын Джин, Ким Сон Чхоль, Чха Со Вон и Ли Хви Джон. Во время учебы он был руководителем актерского факультета. Ли также дружит с выпускниками 2009 года, Пён Ён Ханом, Сухо, Лим Джи Ен и Пак Чон Мином.

## Карьера

### 2014–2019: Начинания в карьере и первые роли на ТВ
Во время обязательного призыва в армию Ли Сан И служил дежурным полицейским в Национальном полицейском управлении. После демобилизации он дебютировал в 2014 году с мюзиклом «Бриолин». На протяжении многих лет он появлялся в различных мюзиклах, таких как «Runway Beat» и «Легендарная маленькая баскетбольная команда».
В 2015 году Ли снялся в мюзикле «Bare: The Musical», сыграв роль Питера. В том же году Ли также прошел прослушивание и получил роль в мюзикле «Бесконечная сила», который стал режиссерским дебютом актера Пак Хи Суна. Ли был выбран на роль персонажа Чан Сон Чжэ. Актер Пак Хи Сун, бывший участник театральной компании Mokhwa, поставил мюзикл с уникальным подходом, который подчеркивал индивидуальность каждого актера. Ли заметил: «Будучи сам актером, режиссер понимает образ мыслей актера лучше, чем кто-либо другой.».
В 2016 году Ли и Кан Ен Сок были приглашены на роль Натана Леопольда в корейской постановке мюзикла Стивена Долгиноффа «Thrill Me.». Ли, новичок в постановке, стремился изобразить Натана как персонажа с мягкими манерами и тихим голосом, обладающего исключительной логикой и быстрым мышлением. Мюзикл, поставленный режиссером Пак Джи Хе, шел с 19 февраля по 12 июня 2016 года. Ли привлек к себе внимание своим убедительным изображением Натана, продемонстрировав сильную эмоциональную игру. В том же году он расширил свой актерский диапазон такими ролями, как Бенни в «На высотах» и Пэк Сока в «Я, Наташа и Белый Осел».
В 2017 году Ли принял участие в музыкальном драматическом концерте Mongni Music Drama Concert 2017 [«Взрослые»]. Концерт проходил в KT&G Sangsang Art Hall с 16 по 26 февраля. Ли посвятил пять недель репетициям и оттачиванию своих танцевальных навыков с Пак Чжи Ын, чтобы освоить хореографию из популярного фильма «Ла-Ла Ленд». Их танцевальная кавер-версия была опубликована на YouTube в марте 2017 года и быстро завоевала всеобщее внимание и популярность. В апреле Ли выступил на сцене в пьесе «Crazy Kiss». Пьеса «Охранники в Тадже!» премьера которого состоялась в Корее в августе. Позже в том же году он дебютировал на телевидении, присоединившись к актерскому составу дорамы «Люк» в роли О Даль Су. В ноябре он появился в сериале «Правила игры» в роли О Дон Хвана. Несмотря на свои роли на телевидении, он оставался преданным сцене.

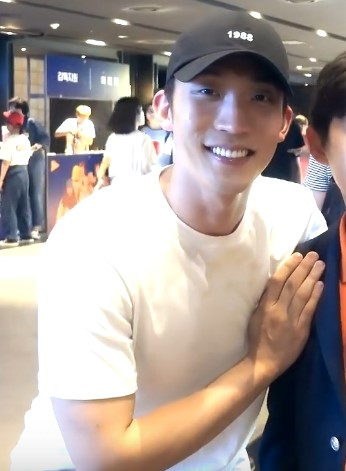
Ли Сан И в 2019 году

В 2018 году Ли снялся во второстепенной роли в телевизионном ром-ком мюзикле «Для Дженни» вместе с Ким Сон Чхолем и Чон Чеён. В 2018 году он появился на сцене в роли Брауна в мюзикле «Красная книга» и сыграл одну из главных ролей в мюзикле «Today's Show - Moving Day».
В 2019 году Ли появился на сцене в роли подражателя Элвиса Кейси вместе с Пак Ын Соком и Кан Ен Соком в мюзикле «Легенда о Джорджии Макбрайд». Она была написана американским драматургом Мэтью Лопесом, и премьера состоялась в Соединенных Штатах в 2014 году. В том же году Ли появился на телевидении в роли злодея дораме «Специальный инспектор труда Чо Чжан Пун» и в роли бейсбольного тренера Ян Сын Епа в дораме «Когда цветёт камелия».

### 2020–наст.время: Прорыв в карьере
В 2020 году Ли снова снялся в 100-серийном сериале для выходного дня «После первого брака», где он сыграл роль Юн Чжэ Сока, дантиста и младшего брата одного из главных актеров, Юн Гю Чжина, которого сыграл Ли Сан Ёп. Романтическая сюжетная линия Ли с героиней Ли Чо Хи стала любимицей фанатов, а их экранную пару, известную как «пара Садон», с любовью называли «национальной семьей зятя». В конце года они выиграли награду «Лучшая пара» на церемонии вручения премии KBS Drama Awards 2020. Ли также получил награду «Лучший новый актер» на той же церемонии. Успех дорамы помог ему завоевать огромную популярность.

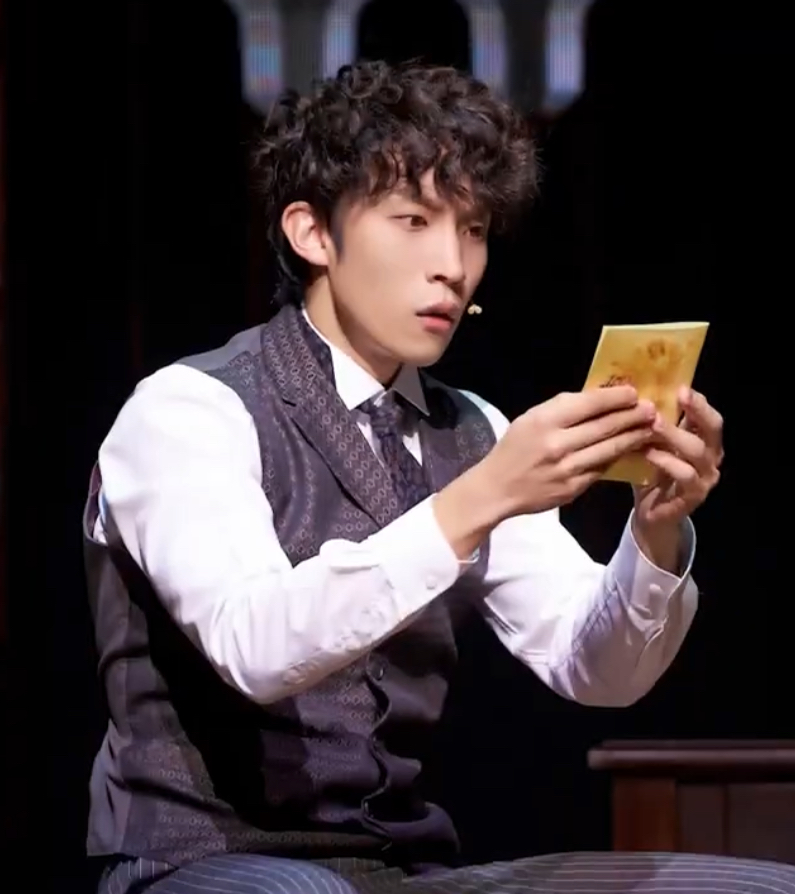
Ли Сан И, «Руководство джентльмена по любви и убийству» в театре, 2022 год

После двухлетнего перерыва от музыкального театра Ли вернулся, чтобы сыграть в «Руководстве джентльмена по любви и убийству». Он сыграл роль Монти Наварро, человека, который стремится стать графом, устранив восьмерых наследников семьи Д'Исквит. Выступление Ли покорило сердца зрителей своей уникальной «красотой ботаника» и отличным актёрским мастерством, когда он комично искал членов семьи Д'Искит одного за другим. Он получил положительные отзывы за свой актёрский талант.
Ли оставался занятым и в 2021 году. В мае он присоединился к актерскому составу дорамы канала KBS2 «Майская молодость» в роли Ли Су Чана, решительного человека, который совмещает семейные обязанности и ведение бизнеса в Кванджу в 1980-х годах. Несмотря на трудности, он оставался стойким, опираясь на свою привязанность к медсестре Ким Мен Хи, которую сыграла Го Мин Си. Достоверное изображение Ли Сан И, раскрывающее темы любви, семьи и амбиций, получило высокую оценку. В том же году, в мае 2021 года, Ли появился в варьете-программе «Чем ты занят, когда ничем не занят?» и дебютировал в качестве участника MSG Wannabe в составе подразделения JSDK. В июне 2021 года он был утвержден на главную роль в драме телеканала tvN «Приморская деревня Ча-ча-ча» вместе с Ким Сон Хо и Син Мин А. Он сыграл Чжи Сон Хена, трудоголика режиссера варьете-шоу, обладающего яркой индивидуальностью. В дораме Ли исполнил кавер на песню под названием «Love is Forgotten» группы Love от исполнителя Hareem. Он также внес свой вклад в OST, исполнив песню под названием «I Hope You're Happy», которая была выпущена в качестве сингла 17 октября 2021 года. 24 ноября 2021 года Ли повторил свою роль Чжи Сон Хена и стал виртуальным гидом для Gongjin VR tour, который основан на популярности дорамы «Приморская деревня Ча-ча-ча» и был выпущен на платформе LG U+ XR платформы U+DIVe. Studio Dragon использовала свою первоклассную интеллектуальную собственность для презентации контента виртуальной реальности (VR) в партнерстве с Корейской туристической организацией и LG U+. Целью проекта было продвижение красивых туристических мест Кореи с использованием дорама-контента в качестве средства массовой информации. В ноябре 2021 года Ли повторил свою роль Монти Наварро в мюзикле «Руководство джентльмена по любви и убийству». Также в ноябре 2021 года Ли подтвердил свое участие в оригинальном сериале Netflix «Охотничьи псы». В нем рассказывается история о трех молодых людях, которые в погоне за деньгами попадают в мир частных займов и попадают в руки огромной силы. В конце 2021 года Ли стал ведущим премии MBC Entertainment Awards 2021 вместе с Чон Хен Му и Ким Се Чжоном.
В 2023 году Ли принял участие в пьесе Ким Дон Ена «Влюбленный Шекспир», экранизированной по мотивам одноименного фильма 1998 года. Он исполнил роль Уильяма Шекспира вместе с Чон Мун Соном и Ким Сон Чхоль в тройном актерском составе. Пьеса получила положительные отзывы, а игра Ли была высоко оценена критиками и зрителями.
В 2024 году Ли вернулся на малый экран в романтической комедии «Не хочу ничего терять» в роли босса главного героя, генерального директора Бок Гю Хона. Бизнесмен-чеболь публикует негативные комментарии о писательнице любовных романов, которую играет Хан Джихён, но позже влюбляется в нее. Эта пара стала таким хитом, что создатели добавили двухсерийный спин-офф, в котором Ли и Хан снялись в главных ролях как пара, попавшая в ловушку любовного романа.
В 2025 году он исполнил роль бывшего серебряного призёра по фехтованию в комедийном боевике JTBC «Хороший мальчик», где его партнёром стал Пак Погом, а режиссёром — Сим Наён. Во второй половине 2025 года Ли повторил свою роль Уильяма Шекспира в спектакле «Влюблённый Шекспир».

## Фильмография

### Кино
| Год  | Название                  | Роль              | Примечания                                                     | Ист.   |
| ---- | ------------------------- | ----------------- | -------------------------------------------------------------- | ------ |
| 2014 | Таксист                   | Джи Хун           | Короткометражный фильм                                         |        |
| 2014 | Медленное видео           | Полицейское радио | Голос                                                          |        |
| 2016 | Позвони Мне, Когда Поешь. | Repayment         | Корейский национальный университет искусств (выпускная работа) |        |
| 2016 | Конец                     | Мужчина           | Корейский национальный университет искусств (выпускная работа) |        |
| 2016 | Трус                      | Pumice stone      | Короткометражный фильм                                         |        |
| 2019 | Битва при Норьянге        | Huijung           | Короткометражный фильм                                         |        |
| 2020 | Хитмэн: Агент Чжун        | Агент NIS         |                                                                |        |
| 2023 | Одинокие в Сеуле          | Бен Су            |                                                                | [ 52 ] |
| 2024 | Любовь в большом городе   | Мин Джун          |                                                                |        |

### Телесериалы
| Год      | Название                                | Роль                   | Примечания                       | Ист.          |
| -------- | --------------------------------------- | ---------------------- | -------------------------------- | ------------- |
| 2017     | Люк                                     | О Даль-су              |                                  |               |
| 2017     | Анданте                                 | Мун Сон Чжун           |                                  |               |
| 2017     | Правила игры                            | О Дон Хван             |                                  |               |
| 2017     | Oh, the Mysterious                      | Economics Lee          |                                  |               |
| 2018     | Форс-мажоры                             | Пак Чхоль-сун          | Камео (1-3 эпизоды)              |               |
| 2018     | Для Дженни                              | Ем Дэ Сон              |                                  | [ 53 ]        |
| 2018     | Голос 2                                 | Ван Ко                 | Камео (6-7 эпизоды)              |               |
| 2018     | Третье очарование                       | Хен Сан Хен            |                                  | [ 53 ]        |
| 2018     | Головоломки бога 5                      | Пак Джэ Сон            | Камео (1-2 эпизоды)              |               |
| 2019     | Специальный инспектор труда Чо Чжан Пун | Ян Тхэ Су              |                                  | [ 54 ]        |
| 2019     | Угымчхи: Цветок маша                    | Торговец               | Камео                            |               |
| 2019     | Когда цветёт камелия                    | Ян Сын-еп              |                                  | [ 55 ]        |
| 2020     | После первого брака                     | Юн Чжэ Сок             |                                  | [ 56 ]        |
| 2021     | Майская молодость                       | Ли Су-чан              |                                  | [ 57 ]        |
| 2021     | Приморская деревня Ча-ча-ча             | Чжи Сон Хен            |                                  | [ 58 ] [ 59 ] |
| 2021     | Клетки Юми                              | Джи У-ги               | Камео (Эпизод 1, 7)              | [ 60 ] [ 61 ] |
| 2022     | Чосонский психиатр Ю Се Пун             | Ким Юн Гем             | Камео (2-й эпизод)               | [ 62 ]        |
| 2023     | Ускоренный курс романтики               | YouTuber Hack Insa Man | Камео (9-й эпизод)               | [ 63 ] [ 64 ] |
| 2023     | Полиция реки Хан                        | Ко Ки Сок              |                                  | [ 65 ] [ 66 ] |
| 2023     | Мой демон                               | Чжу Сок Хун            |                                  | [ 67 ]        |
| 2023–н.в | Охотничьи псы                           | Хон У Чжин             |                                  | [ 68 ]        |
| 2024     | Не хочу ничего терять                   | Бок Гю-хеон            |                                  | [ 69 ]        |
| 2024     | План питания генерального директора     | Кан Ха Чжун            | Спин-офф «Не хочу ничего терять» | [ 70 ]        |
| 2025     | Хороший мальчик                         | Ким Чжон Хен           |                                  | [ 71 ]        |

### Телешоу
| Год  | Название                            | Роль                    | Примечания                             | Ист.          |
| ---- | ----------------------------------- | ----------------------- | -------------------------------------- | ------------- |
| 2020 | Закон джунглей в Уллындо и Токто    | Член актёрского состава | Эпизоды 430-431                        | [ 72 ] [ 73 ] |
| 2021 | Чем ты занят, когда ничем не занят? | Член актёрского состава | Участник (MSG Wannabe); 90-101 эпизоды | [ 74 ]        |
| 2022 | Лучшие друзья в Стране чудес        | Член актёрского состава |                                        | [ 75 ]        |

### Ведущий
| Год  | Мероприятие/Шоу               | Примечание                   | Ист.   |
| ---- | ----------------------------- | ---------------------------- | ------ |
| 2021 | 2021 MBC Entertainment Awards | с Чон Хен Му и Ким Се Чжоном | [ 76 ] |

### Появление в музыкальных видео
| Год  | Название песни                                      | Артист          | Ист.   |
| ---- | --------------------------------------------------- | --------------- | ------ |
| 2018 | «I Forgot» (잊고 지냈었다)                          | Ji Ji-jin       |        |
| 2016 | «Signal of 1 billion light years» (10억광년의 신호) | Ли Сын Хван     |        |
| 2022 | «Do You Want to Hear »(듣고 싶을까)                 | MSG Wannabe MOM | [ 77 ] |

## Награды и номинации
| Награда                  | Год  | Категория                                                 | Номинант/Работа                                    | Результат | Ист.   |
| ------------------------ | ---- | --------------------------------------------------------- | -------------------------------------------------- | --------- | ------ |
| APAN Star Awards         | 2021 | «За выдающиеся достижения», актер в драматическом сериале | После первого брака                                | Победа    | [ 78 ] |
| Asia Model Awards        | 2021 | Награда «Популярная звезда»                               | Приморская деревня Ча-ча-ча, Майская молодость     | Победа    | [ 79 ] |
| Brand of the Year Awards | 2021 | Восходящая звезда — актёр                                 | Ла Сан И                                           | Номинация |        |
| KBS Drama Awards         | 2020 | Лучший новый актёр                                        | После первого брака                                | Победа    | [ 80 ] |
| KBS Drama Awards         | 2020 | Награда нетизенов, актёр                                  | После первого брака                                | Номинация |        |
| KBS Drama Awards         | 2020 | Лучшая пара                                               | Ли Сан И совместно с Ли Чо Хи, После первого брака | Победа    | [ 81 ] |
| KBS Drama Awards         | 2021 | Лучшая мужская роль второго плана                         | Майская молодость                                  | Номинация | [ 82 ] |
| Korea Drama Awards       | 2023 | «За выдающиеся достижения», актер                         | Охотничьи псы                                      | Победа    | [ 83 ] |
| Korea Musical Awards     | 2017 | Лучший новый актёр                                        | Я, Наташа и Белый осел                             | Номинация | [ 84 ] |
| MBC Entertainment Awards | 2021 | Награда за лучшую командную работу                        | Чем ты занят, когда ничем не занят?                | Победа    | [ 85 ] |
| Yegreen Musical Awards   | 2016 | Лучший новый актёр                                        | Бесконечная сила                                   | Номинация |        |

## Примечание
1. 1 2  Na, Won-seok. 배우 이상이 나이, 프로필은? (кор.). 금강일보 (27 октября 2022). Дата обращения: 28 августа 2023. Архивировано 28 августа 2023 года.
2. 1 2  이상이 (кор.). 한류타임스 (25 августа 2021). Дата обращения: 26 мая 2024. Архивировано 26 мая 2024 года.
3. 1 2  배우는 이상이 (кор.). 아레나 (26 августа 2021). Дата обращения: 26 мая 2024.
4. 1 2 3 4 5  [인터뷰] '이상이'라는, 상상 이상의 세계, '사냥개들' 배우 이상이 (кор.). 씨네21 (6 июля 2023). Дата обращения: 28 августа 2023. Архивировано 28 августа 2023 года.
5. ↑  노, 한빈. 이상이, 조회수 232만 '레이니즘' 커버 영상 언급 "15년만에 유튜브 재개한 이유는..." (кор.). 마이데일리. Дата обращения: 28 августа 2023. Архивировано 28 августа 2023 года.
6. ↑  이상이 "한예종 전설의 10학번 과대표, 좀 나댔던 것 같다" (미우새) [종합] (кор.). www.xportsnews.com (30 июля 2023). Дата обращения: 28 августа 2023. Архивировано 28 августа 2023 года.
7. ↑  HARPERSBAZAAR. 이상이가 연기하는 셰익스피어의 모습은? - CELEBRITY 읽을거리 | 하퍼스 바자 코리아 (Harper's BAZAAR Korea) | 패션 매거진, 패션 잡지, 화보맛집 (кор.). HARPERSBAZAAR. Дата обращения: 26 мая 2024. Архивировано 26 мая 2024 года.
8. ↑  뮤지컬 배우 이상이, '맨홀' 합류...김재중과 호흡 (кор.). www.xportsnews.com (3 августа 2017). Дата обращения: 28 августа 2023. Архивировано 28 августа 2023 года.
9. 1 2  [NC영상] ‘베어 더 뮤지컬’ 릴레이 인터뷰③ 서경수-이상이 (кор.). 뉴스컬처 (NEWSCULTURE) (29 мая 2015). Дата обращения: 16 октября 2024.
10. ↑  [인터뷰] '무한동력' 이상이 "꿈 많은 야망가가 꿈 없는 취업준비생을 만났어요" (кор.). 뉴스컬처 (NEWSCULTURE) (23 сентября 2015). Дата обращения: 28 августа 2023. Архивировано 28 августа 2023 года.
11. ↑  박희순 연출 데뷔작 , 박영수·박정원·이상이 등 출연진 공개 (кор.). www.themusical.co.kr. Дата обращения: 26 мая 2024. Архивировано 26 мая 2024 года.
12. ↑  [COVER STORY] 박희순 · 박영수· 박정원· 이상이 [No.144] (кор.). www.themusical.co.kr. Дата обращения: 26 мая 2024.
13. ↑  뮤지컬 '쓰릴미' 이상이-강영석 "나만의 네이슨? 잘생김 아니고 성깔 있는 인물" (кор.). 뉴스컬처 (NEWSCULTURE) (3 марта 2016). Дата обращения: 28 августа 2023. Архивировано 28 августа 2023 года.
14. ↑  쇼케이스로 관객들과 먼저 만난다...양동근, 장동우, 키, 김성규, 이상이 등 출연 (кор.). www.themusical.co.kr. Дата обращения: 26 мая 2024. Архивировано 26 мая 2024 года.
15. 1 2 3  이상이 "제3의 매력'→'조장풍' 늘 새로운 배우 되고파"[엑's 인터뷰③]. 언론사 뷰. Дата обращения: 26 мая 2024.
16. ↑  11월 초연작 , 강필석·오종혁·이상이 캐스팅 (кор.). www.themusical.co.kr. Дата обращения: 26 мая 2024. Архивировано 26 мая 2024 года.
17. ↑  [PEOPLE] 이상이 [No.159] (кор.). www.themusical.co.kr. Дата обращения: 26 мая 2024. Архивировано 26 мая 2024 года.
18. ↑  [매거진PS] 이상이, 다채로운 즐거움 [No.159] (кор.). www.themusical.co.kr. Дата обращения: 26 мая 2024. Архивировано 26 мая 2024 года.
19. ↑  몽니 뮤직드라마 콘서트 2017 2월 공연...이상이, 유리아 출연 (кор.). www.themusical.co.kr. Дата обращения: 26 мая 2024. Архивировано 26 мая 2024 года.
20. ↑  Musical actors cover 'La La Land' song (англ.). The Korea Times (28 марта 2017). Дата обращения: 24 апреля 2023. Архивировано 24 апреля 2023 года.
21. ↑  [비하인드] 이상이, 너머 '낙산랜드' 제작기 (кор.). www.themusical.co.kr. Дата обращения: 26 мая 2024.
22. ↑  Yes首爾現場〉趙東赫、李相二出席話劇《Mad Kiss》媒體試演會 (кит. тайв.). iFuun (19 апреля 2017). Дата обращения: 28 августа 2023. Архивировано 18 апреля 2020 года.
23. ↑  '조광화展' 두 번째 연극 , 조동혁·이상이 더블 캐스팅 (кор.). www.themusical.co.kr. Дата обращения: 26 мая 2024. Архивировано 26 мая 2024 года.
24. ↑  라지프 조셉 작 에 김종구, 조성윤, 최재림, 이상이 출연 (кор.). www.themusical.co.kr. Дата обращения: 26 мая 2024. Архивировано 26 мая 2024 года.
25. ↑  한정석·이선영 콤비작 , 2월 본공연 개막...아이비, 이상이, 홍우진 등 합류 (кор.). www.themusical.co.kr. Дата обращения: 26 мая 2024.
26. ↑  [PERSONA] 이상이의 브라운 [No.174] (кор.). www.themusical.co.kr. Дата обращения: 26 мая 2024. Архивировано 26 мая 2024 года.
27. ↑  [매거진PS] 이상이, 밝은 에너지 그대로 [No.174] (кор.). www.themusical.co.kr. Дата обращения: 26 мая 2024. Архивировано 26 мая 2024 года.
28. ↑  [비하인드] 고상호·이상이·신주협의 연습 현장 (кор.). www.themusical.co.kr. Дата обращения: 26 мая 2024.
29. ↑  11월 유니플렉스 2관 초연...박은석·강영석·이상이 '케이시' 역으로 출연 (кор.). www.themusical.co.kr. Дата обращения: 26 мая 2024. Архивировано 26 мая 2024 года.
30. ↑  11월 개막하는 , 박은석·강영석·이상이 등 프로필 사진 공개 (кор.). www.themusical.co.kr. Дата обращения: 26 мая 2024. Архивировано 26 мая 2024 года.
31. ↑  [인터뷰②] 이상이 "이상형은 꿈이 있는 사람, 항상 새로운 배우 되고파" (кор.). 매일경제 (16 сентября 2020). Дата обращения: 28 августа 2023.
32. ↑  Lee Sang-yi to star in 'Once Again' as Lee Sang-yeob's Brother (англ.). HanCinema. Дата обращения: 25 июля 2021. Архивировано 25 июля 2021 года.
33. ↑  이상이, 뮤지컬 '젠틀맨스 가이드' 무사히 첫 공연을 마칠 수 있어 감사 (кор.). 뉴스프리존 (24 ноября 2020). Дата обращения: 30 июня 2021. Архивировано 10 июля 2021 года.
34. 1 2  [어디서 봤더라]이상이, 국민 사돈으로 떠오른 뮤지컬 스타 (кор.). 뉴스컬처 (NEWSCULTURE) (23 мая 2021). Дата обращения: 16 октября 2024.
35. ↑  2년 만에 돌아온다...김동완·박은태·이상이, 오만석·정상훈·이규형·최재림 등 캐스팅 (кор.). www.themusical.co.kr. Дата обращения: 26 мая 2024. Архивировано 26 мая 2024 года.
36. ↑  ≪브레이크뉴스≫ ［종합］이도현·고민시·이상이·금새록 '오월의 청춘', 본 적 없는 레트로 멜로. 브레이크뉴스 (3 мая 2021). Дата обращения: 25 июля 2021. Архивировано 9 июля 2021 года.
37. ↑  MSG Wannabe finds chart success with retro-flavored songs (англ.). koreatimes (27 июня 2021). Дата обращения: 16 октября 2024. Архивировано 29 июня 2021 года.
38. ↑  이상이 출연확정 '갯마을 차차차' 합류 (кор.). 국제뉴스 (3 июня 2021). Дата обращения: 25 июля 2021. Архивировано 9 июля 2021 года.
39. ↑  [이상이] "갯마을 차차차" 촬영 현장 비하인드 | 사랑이 다른 사랑으로 잊혀지네 by. 지성현 (직캠ver) [[Lee Sang-yi] Behind the scenes of "Hometown Cha-cha-cha" filming site | Love is forgotten by another love. Ji Seong-hyun (fancam version)] (кор.), 2021-10-10, Архивировано 16 ноября 2022, Дата обращения: 2022-11-16
40. ↑  갯마을 차차차 OST Part 8 (кор.). Melon. Дата обращения: 17 октября 2021. Архивировано 11 февраля 2023 года.
41. ↑  '빈센조' 곽동연·'갯차' 이상이, VR로 드라마 속 관광지 간다 (кор.). 싱글리스트 (16 ноября 2021). Дата обращения: 10 ноября 2022.
42. ↑  Jeong Ji-eun. 유연석부터 이상이까지, '젠틀맨스 가이드' 캐스팅 공개 (кор.). KBS Media (27 сентября 2021). Дата обращения: 27 сентября 2021. Архивировано 27 сентября 2021 года.
43. ↑  뉴스 : 네이버 TV연예. m.entertain.naver.com. Дата обращения: 16 октября 2024.
44. ↑  뉴스 : 네이버 TV연예. m.entertain.naver.com. Дата обращения: 16 октября 2024. Архивировано 27 ноября 2024 года.
45. ↑  정문성·이상이·김성철·정소민·채수빈·김유정...연극 한국 초연 (кор.). www.themusical.co.kr. Дата обращения: 26 мая 2024.
46. ↑  Park Don-kyu. 잘 자란 떡잎, 셰익스피어와 사랑에 빠졌네 (кор.). The Chosun Ilbo (7 февраля 2023). Дата обращения: 7 февраля 2023. Архивировано 7 февраля 2023 года.
47. ↑  Young-eun, Lee. Lee Sang-yi Debuts as Bachelor CEO in 'No Gain No Love' (англ.). 케이엔뉴스 (K-en News) (31 июля 2024). Дата обращения: 4 октября 2024.
48. ↑  MacDonald, Joan. ‘No Gain No Love’ To Air Two Spin-Off Romance Episodes (англ.). Forbes. Дата обращения: 4 октября 2024.
49. ↑  Yoon, Hyun-ji. 박보검X김소현, 메달리스트에서 경찰로...'굿보이' 올 하반기 방송 [공식입장] (кор.). Xports News (11 января 2024). Дата обращения: 29 августа 2024. Архивировано 29 августа 2024 года.
50. ↑  Jo Yeon-kyung. 연극 <셰익스피어 인 러브> 7월 개 막...이규형·이주영 등 캐스팅 (кор.). news.jtbc.co.kr. jtbc. Дата обращения: 17 мая 2025.
51. ↑  연극 <셰익스피어 인 러브> 7월 개 막...이규형·이주영 등 캐스팅 (кор.). www.themusical.co.kr. Дата обращения: 19 мая 2025.
52. ↑  Bae, Aurora. Lee Dong-wook, Im Soo-jung starrer film 'Single in Seoul' drops stills from first script reading (амер. англ.). Kdramapal (16 ноября 2020). Дата обращения: 29 июня 2021. Архивировано из оригинала 7 марта 2021 года.
53. 1 2  투제니toJenny 이상이 천연덕스러운 캐릭터 변신 기대감 UP (кор.). www.wowtv.co.kr (10 июля 2018). Дата обращения: 29 июня 2021. Архивировано 29 июня 2021 года.
54. ↑  특별근로감독관 조장풍 이상이 평생 받을 미움, 한꺼번에 받았지 (кор.). The Korea Economic Daily (28 мая 2019). Дата обращения: 29 июня 2021. Архивировано 29 июня 2021 года.
55. ↑  Lee Sang-yi joins the cast of When Camellia Blooms » Dramabeans Korean drama recaps (амер. англ.). Dramabeans (1 августа 2019). Дата обращения: 29 июня 2021. Архивировано 2 августа 2019 года.
56. ↑  '한 번 다녀왔습니다' 천호진X이민정, 시청률 50% 도전..."평범한 사람들 이야기" [종합] (кор.). The Korea Economic Daily (24 марта 2020). Дата обращения: 30 июня 2021. Архивировано 9 июля 2021 года.
57. ↑  ≪브레이크뉴스≫ ［종합］이도현·고민시·이상이·금새록 '오월의 청춘', 본 적 없는 레트로 멜로. 브레이크뉴스 (3 мая 2021). Дата обращения: 30 июня 2021. Архивировано 9 июля 2021 года.
58. ↑  Lee Min-ji (2021-06-03). 갯마을 차차차' 이상이 출연확정, 스타PD 된다...신민아X김선호와 호흡(공식) [Gaet Village Cha-Cha-Cha' is confirmed to appear, becoming a star PD... Breathing with Shin Min-ah X Kim Seon-ho (official)]. Naver (кор.). Newsen. Архивировано 3 июня 2021. Дата обращения: 2021-06-03.
59. ↑  이상이 출연확정 '갯마을 차차차' 합류 (кор.). 국제뉴스 (3 июня 2021). Дата обращения: 30 июня 2021. Архивировано 9 июля 2021 года.
60. ↑  Kang Hyo-jin. [단독]이상이, '유미의 세포들' 특별출연...김고은과 인연 (кор.). Spotify News (31 августа 2021). Дата обращения: 31 августа 2021. Архивировано 31 августа 2021 года.
61. ↑  Jeon Hyo-jin. 김고은, 안보현과 깜짝 결혼 발표 ('유미의 세포들') [TV북마크] (кор.). Sports Donga (9 октября 2021). Дата обращения: 9 октября 2021. Архивировано 9 июля 2023 года.
62. ↑  Hwang So-young. 이상이, '조선 정신과 의사 유세풍' 특별출연 좋은 예 (кор.). JTBC (3 августа 2022). Дата обращения: 3 августа 2022. Архивировано 9 июля 2023 года.
63. ↑  Park Soo-in. 이상이 '일타스캔들' 특별출연, 전도연·정경호와 호흡 (кор.). Newsen (9 февраля 2023). Дата обращения: 9 февраля 2023. Архивировано 9 февраля 2023 года.
64. ↑  Kang Nae-ri. '일타스캔들' 정경호, 학부모들 앞에서 전도연에 고백 "혼자 좋아했다" (кор.). YTN (12 февраля 2023). Дата обращения: 12 февраля 2023. Архивировано 12 февраля 2023 года.
65. ↑  Hwang Soo-yeon. 이상이·배다빈, '한강' 출연 확정...권상우 만난다 [공식입장] (кор.). X-ports News (26 сентября 2022). Дата обращения: 26 сентября 2022. Архивировано 2 февраля 2023 года.
66. ↑  Yoon Hyun-ji. 권상우X김희원→이상이, 디즈니+ '한강' 출연...하반기 공개 [공식입장] (кор.). Xports News (20 марта 2023). Дата обращения: 20 марта 2023. Архивировано 20 марта 2023 года.
67. ↑  Choi, Hye-jin. 이상이, 김유정·송강 만난다..'마이 데몬' 출연 확정 [공식] (кор.). Star News (12 октября 2023). Дата обращения: 12 октября 2023. Архивировано 14 октября 2023 года.
68. ↑  Lee Seung-mi. [공식]넷플릭스 '사냥개들', 우도환·이상이·김새론·박성웅·허준호 출연 확정 (кор.). Sports Chosun (5 ноября 2021). Дата обращения: 5 ноября 2021. Архивировано 12 ноября 2020 года.
69. ↑  Min-ji, Lee. '손해 보기 싫어서' 이상이, 비혼주의자 재벌 3세로 신민아와 재회 [공식] (кор.). Newsen (8 января 2024). Архивировано 4 сентября 2024 года.
70. ↑  Ryu, Ye-ji. Источник (кор.). Ten Asia (19 сентября 2024). Дата обращения: 19 сентября 2024. Архивировано 19 сентября 2024 года.
71. ↑  Jang, Da-hui. 이상이, 쉼 없이 달린다...'손해 보기 싫어서'→'굿보이' [공식]. iMBC (31 июля 2024). Дата обращения: 16 октября 2024. Архивировано 14 августа 2024 года.
72. ↑  EXO's Chanyeol, Oh My Girl's Arin to appear in 'Law of the Jungle' Dokdo Island edition (амер. англ.). Manila Bulletin (9 декабря 2020). Дата обращения: 29 июня 2021. Архивировано 29 июня 2021 года.
73. ↑  Lee Da-gyeom (2020-12-08). '정글의 법칙', 울릉도·독도 간다...엑소 찬열→박미선 출격. Star Today (кор.). Архивировано 8 декабря 2020. Дата обращения: 2020-12-08.
74. ↑  MSG Wannabe finds chart success with retro-flavored songs (англ.). The Korea Times (27 июня 2021). Дата обращения: 29 июня 2021. Архивировано 29 июня 2021 года.
75. ↑  Kang, Seon-ae. 이규형→엑소 수호 '찐친' 6인, '정법' PD와 호주行...'딱 한 번 간다면' 론칭 (кор.). SBS Entertainment News (2 сентября 2022). Дата обращения: 3 сентября 2022. Архивировано 12 ноября 2020 года.
76. ↑  Kim So-yeon. 2021 MBC 연예대상' 전현무·이상이·김세정, MC 확정 (кор.). Star Today (23 ноября 2021). Дата обращения: 23 ноября 2021. Архивировано 4 февраля 2023 года.
77. ↑  Yoon Sang-geun. MSG워너비 8人 완전체 뭉친다..M.O.M '듣고 싶을까' 뮤비 합류[공식] (кор.). Star News (18 февраля 2022). Дата обращения: 18 февраля 2022. Архивировано 12 ноября 2020 года.
78. ↑  이상이, 'APAN 스타 어워즈' 우수연기상 "책임감 더 크게 다가와 (кор.). Hankook Ilbo (25 января 2021). Дата обращения: 30 июня 2021. Архивировано 9 июля 2021 года.
79. ↑  KOREA H2 ALLIANCE 2021 ASIA MODEL AWARDS with UzNEX] (англ.). channels vlive tv (15 декабря 2021). Дата обращения: 15 декабря 2021. Архивировано 15 декабря 2021 года.
80. ↑  서지훈·이상이 신인상 공동수상..이상이 뜨거운 눈물[2020 KBS 연기대상] (кор.). newsen (31 декабря 2020). Дата обращения: 30 июня 2021. Архивировано 9 июля 2021 года.
81. ↑  2020 KBS 연기대상] '한다다' 이상이·이초희 천호진·이정은 이민정·이상엽 베스트커플상 (кор.). 이데일리 (1 января 2021). Дата обращения: 30 июня 2021. Архивировано 11 июля 2021 года.
82. ↑  Jung Ji-hyun. 이이경·최대철·금새록·함은정, 조연상 수상 [2021 KBS 연기대상] (кор.). My Daily (31 декабря 2021). Дата обращения: 1 января 2022. Архивировано 20 сентября 2022 года.
83. ↑  Kim, Yang-soo. [종합] '코리아드라마어워즈' 이성민 대상...오정세x김선아 최우수상 (кор.). Joy News 24 (14 октября 2023). Дата обращения: 14 октября 2023. Архивировано 16 октября 2023 года.
84. ↑  제1회 후보 공개... 9개 부문 후보로 최다 노미네이트 (кор.). www.themusical.co.kr. Дата обращения: 19 января 2023.
85. ↑  수상내역 - 2021 MBC Entertainment Awards Winner (кор.). iMBC (29 декабря 2021). Архивировано 6 января 2022 года.